# ボアズ・ハガイ
ボアズ・ハガイ（Boaz Hagay、1964年 - ）はイスラエルの武道家で、合気道四段、ブカン・クラヴ・マガの三段であり、イミ・リヒテンフェルト（Imi Lichtenfeld）が創始したイスラエル発祥のイミ・クラヴマガを日本で広めようと活動している。

## 来歴
現在は省略され単にクラヴマガ（Krav Maga）と呼ばれる元となったイスラエル由来の護身術の Krav maga ve-Hagana 'atzmit（クラブマガ護身術）に14歳で入門し、創始者イミ・リヒテンフェルト（Imi Lichtenfeld）の一番弟子であり、後にブカン（[Bukan school of Krav maga]）を創設したヤロン・リヒテンシュタイン（Yaron Lichtenshtein）に師事すると共にイミ・リヒテンフェルト（Imi Lichtenfeld）からも直接の指導を受けた。
師事していたヤロン、イミに日本の武道を学ぶ目的で訪日する進言を受け、1988年来日し、以来剣道と合気道を学ぶ傍ら活動ベースを日本に置き日本人、イスラエル人達に護身術の指導を行っている。
特に合気道の技術と精神に惹かれ主に合気会本部道場にて稽古を行ってきた。合気道四段 合気会）。
現在は主に東京エリアで精力的に護身術の指導を行っているが、クラヴマガ・ジャパンの故松元國士が「クラヴ・マガ」を日本で商標登録し、クラヴ・マガ（Krav Maga）という名称での護身術の指導を禁止されたため、「K.M.」や「Bukan K.M」等の名称を使って指導を行ってきた。2010年よりImi Krav Maga ve Hagana Astsmit（Imiクラブマガ護身術）という名称にて指導を行っている。

## イミ・クラブマガ護身術/ブカン・クラヴマガの特徴
ボアズ・ハガイが指導するイミ・クラブマガ護身術/ブカン・クラヴマガの特徴は、技術的には、イミ・リヒテンフェルドが作った原型のクラヴ・マガの様式を色濃く残している。また、ボアズ・ハガイが合気道四段であることもあり、技術体系は古武術的な雰囲気を持っている。
また、禅と武道の教えを重視しており、日本の武道家である植芝盛平、嘉納治五郎、船越義珍などに武道精神を見いだしている。
他の特徴としては、クラヴ・マガを指導するときには、ヘブライ語を用いるべきである、という考えを持っている。これは、柔道などで「一本」や「技あり」がそのまま国際的に流通していることと、似たような意味合いとしている。